# 撒切爾 (科羅拉多州)
撒切爾（英語：Thatcher）是位於美國科羅拉多州拉斯阿尼馬斯縣的一個非建制地區。該地的面積和人口皆未知。

## 地理
撒切爾的座標為37°32′45″N 104°06′30″W / 37.54583°N 104.10833°W，而該地的平均海拔高度為1682米（即5420英尺）。